# Onitis marshalli
Onitis marshalli är en skalbaggsart som beskrevs av Emile Janssens 1939. Onitis marshalli ingår i släktet Onitis och familjen bladhorningar. Inga underarter finns listade i Catalogue of Life.